# Colombia ai Giochi olimpici
La Colombia ha partecipato per la prima volta ai Giochi olimpici nel 1932, e da allora ha mandato atleti per competere a tutte le edizioni dei Giochi olimpici estivi mancando solamente a Helsinki 1952. Ha partecipato ai Giochi olimpici invernali per la prima volta a Vancouver 2010.
Gli atleti colombiani hanno vinto un totale di 38 medaglie olimpiche. María Isabel Urrutia ha vinto la prima medaglia d'oro nel 2000.
Il Comitato Olimpico Colombiano, creato nel 1936, venne riconosciuto dal Comitato Olimpico Internazionale nel 1948.

## Medaglieri

### Medaglie ai giochi estivi
| Giochi                   | Oro              | Argento          | Bronzo           | Totale           |
| ------------------------ | ---------------- | ---------------- | ---------------- | ---------------- |
| 1932 Los Angeles         | 0                | 0                | 0                | 0                |
| 1936 Berlino             | 0                | 0                | 0                | 0                |
| 1948 Londra              | 0                | 0                | 0                | 0                |
| 1952 Helsinki            | non partecipante | non partecipante | non partecipante | non partecipante |
| 1956 Melbourne/Stoccolma | 0                | 0                | 0                | 0                |
| 1960 Roma                | 0                | 0                | 0                | 0                |
| 1964 Tokyo               | 0                | 0                | 0                | 0                |
| 1968 Città del Messico   | 0                | 0                | 0                | 0                |
| 1972 Monaco              | 0                | 1                | 2                | 3                |
| 1976 Montreal            | 0                | 0                | 0                | 0                |
| 1980 Mosca               | 0                | 0                | 0                | 0                |
| 1984 Los Angeles         | 0                | 1                | 0                | 1                |
| 1988 Seul                | 0                | 0                | 1                | 1                |
| 1992 Barcellona          | 0                | 0                | 1                | 1                |
| 1996 Atlanta             | 0                | 0                | 0                | 0                |
| 2000 Sydney              | 1                | 0                | 0                | 1                |
| 2004 Atene               | 0                | 0                | 2                | 2                |
| 2008 Pechino             | 0                | 1                | 1                | 2                |
| 2012 Londra              | 1                | 3                | 4                | 8                |
| 2016 Rio de Janeiro      | 3                | 2                | 3                | 8                |
| 2020 Tokyo               | 0                | 4                | 1                | 5                |
| 2024 Parigi              | 0                | 3                | 1                | 4                |
| Totale                   | 5                | 16               | 17               | 38               |

### Medaglie alle Olimpiadi invernali
| Giochi           | Oro              | Argento          | Bronzo           | Totale           |
| ---------------- | ---------------- | ---------------- | ---------------- | ---------------- |
| 2010 Vancouver   | 0                | 0                | 0                | 0                |
| 2014 Sochi       | non partecipante | non partecipante | non partecipante | non partecipante |
| 2018 PyeongChang | 0                | 0                | 0                | 0                |
| 2022 Pechino     | 0                | 0                | 0                | 0                |
| Totale           | 0                | 0                | 0                | 0                |

### Medaglie negli sport estivi
| Sport               | Oro | Argento | Bronzo | Totale |
| ------------------- | --- | ------- | ------ | ------ |
| Sollevamento pesi   | 2   | 6       | 3      | 11     |
| Ciclismo            | 2   | 2       | 4      | 8      |
| Atletica            | 1   | 3       | 1      | 5      |
| Tiro a segno/a volo | 0   | 2       | 0      | 2      |
| Pugilato            | 0   | 1       | 4      | 5      |
| Judo                | 0   | 1       | 1      | 2      |
| Ginnastica          | 0   | 1       | 0      | 1      |
| Lotta               | 0   | 0       | 3      | 3      |
| Taekwondo           | 0   | 0       | 1      | 1      |
| Totale              | 5   | 16      | 17     | 38     |